# Ніколлет (Міннесота)
Ніколлет (англ. Nicollet) — місто (англ. city) в США, в окрузі Ніколлет штату Міннесота. Населення — 1143 особи (2020).

## Географія
Ніколлет розташований за координатами 44°16′28″ пн. ш. 94°11′18″ зх. д. / 44.27444° пн. ш. 94.18833° зх. д. (44.274348, -94.188370).  За даними Бюро перепису населення США в 2010 році місто мало площу 2,44 км², уся площа — суходіл.

## Демографія
Згідно з переписом 2010 року, у місті мешкали 1093 особи в 429 домогосподарствах у складі 307 родин. Густота населення становила 447 осіб/км².  Було 445 помешкань (182/км²).
Расовий склад населення:
| - 98,4 % — білих - 0,2 % — чорних або афроамериканців - 0,2 % — азіатів |

До двох чи більше рас належало 1,1 %. Частка іспаномовних становила 3,4 % від усіх жителів.
За віковим діапазоном населення розподілялося таким чином: 29,8 % — особи молодші 18 років, 60,1 % — особи у віці 18—64 років, 10,1 % — особи у віці 65 років та старші. Медіана віку мешканця становила 31,9 року. На 100 осіб жіночої статі у місті припадало 99,1 чоловіків;  на 100 жінок у віці від 18 років та старших — 99,2 чоловіків також старших 18 років.
Середній дохід на одне домашнє господарство  становив 70 529 доларів США (медіана — 60 592), а середній дохід на одну сім'ю — 72 058 доларів (медіана — 61 641). Медіана доходів становила 43 942 долари для чоловіків та 31 172 долари для жінок. За межею бідності перебувало 7,0 % осіб, у тому числі 10,3 % дітей у віці до 18 років та 5,3 % осіб у віці 65 років та старших.
Цивільне працевлаштоване населення становило 691 осіб. Основні галузі зайнятості: освіта, охорона здоров'я та соціальна допомога — 27,6 %, виробництво — 17,2 %, транспорт — 11,1 %, будівництво — 10,1 %.